# Суперкубок Англії з футболу 1951
Суперкубок Англії з футболу 1951 — 29-й розіграш турніру. Матч відбувся 24 вересня 1951 року між чемпіоном Англії «Тоттенгем Готспур» та володарем кубка країни «Ньюкасл Юнайтед».
| Володарі Суперкубка Англії 1951  |
| -------------------------------- |
|                                  |
| «Тоттенгем Готспур» Другий титул |

## Учасники
| Клуб                | Участей | Роки (жирним виділено перемоги) |
| ------------------- | ------- | ------------------------------- |
| «Тоттенгем Готспур» | 2       | 1920, 1921                      |
| «Ньюкасл Юнайтед»   | 2       | 1909, 1932                      |

## Матч

### Деталі
| 24 вересня 1951 |

| «Тоттенгем Готспур» | 2–1      | «Ньюкасл Юнайтед» |
| ------------------- | -------- | ----------------- |
| Мерфі Беннетт       | Протокол | Мілберн           |

| Вайт Гарт Лейн, Лондон Глядачів: 27 760 |

| В                |  | Тед Дітчберн  |
| З                |  | Чарлі Вітерс  |
| З                |  | Артур Вілліс  |
| ПЗ               |  | Білл Ніколсон |
| ПЗ               |  | Гаррі Кларк   |
| ПЗ               |  | Рон Берджесс  |
| Н                |  | Сонні Волтерс |
| Н                |  | Лес Беннетт   |
| Н                |  | Лен Дюкемін   |
| Н                |  | Пітер Мерфі   |
| Н                |  | Лес Медлі     |
| Головний тренер: |  |               |
| Артюр Роув       |  |               |

| В                |  | Ронні Сімпсон |
| З                |  | Джон Данкан   |
| З                |  | Альф Макмайкл |
| ПЗ               |  | Джо Гарві     |
| ПЗ               |  | Френк Бреннан |
| ПЗ               |  | Тед Робледо   |
| Н                |  | Томмі Вокер   |
| Н                |  | Хорхе Робледо |
| Н                |  | Джекі Мілберн |
| Н                |  | Джордж Ханнах |
| Н                |  | Боббі Мітчелл |
| Головний тренер: |  |               |
| Стен Сеймур      |  |               |